# 龙井日本总领事馆遗址

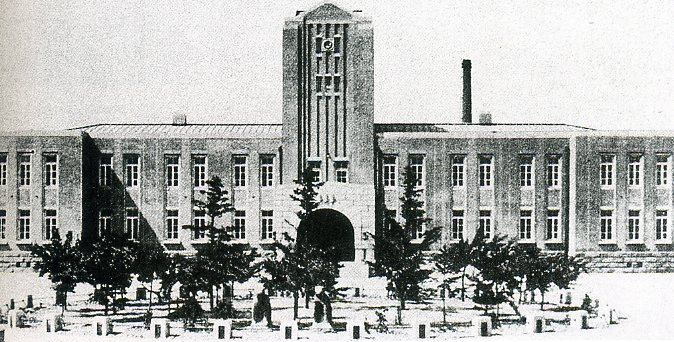
满洲国时期日本驻间岛总领事馆

龙井日本总领事馆遗址原为在间岛日本总领事馆（日语：在間島日本総領事館），位于中国吉林省龙井市龙井镇吉胜街东端今人民政府处，为一个省级文物保护单位，类型为近现代史迹及代表性建筑，公布时间为1983年11月24日。该文物保护单位由龙井市文物管理所管理。
根据《圖們江中韓界務條款》，日本可在延边地区设立领事馆。
1907年8月19日、日本在延吉县龍井村設置了警察机构——韓国統監府臨時間島派出所，派出所長为斋藤季治郎，派遣憲兵46名、巡检（警官）10名。日本称此举为应韩国政府之邀，照顾十万余名朝鲜侨民的生命和财产安全。
1909年，派出所扩建为日本总领事馆，1920年火灾后重修。
民间传说，日本最初向清政府申请时，表示只要一张牛皮大小的地方。但日本人把一张牛皮泡湿撑开压扁，剪成细条后圈了很大一片空地成为外事领地。